# Novopazarský sandžak
Novopazarský sandžak (po roce 1878 hovorově jen „Sandžak“) je název správní jednotky Osmanské říše, jejíž centrum bylo v Novém Pazaru a která v letech 1865 až 1913 územně oddělovala Srbsko a Černou Horu. Od roku 1878 do roku 1908 byl novopazarský sandžak pod kontrolou Rakouska-Uherska (i když stále platila suverenita Osmanské říše) a od roku 1908 do roku 1913 byl Novopazarský sandžak opět pod plnou osmanskou správou (poté byl rozdělen mezi Srbsko a Černou Horu). Dnes se historické oblasti Novopazarského sandžaku nacházejí v jihozápadní část středního Srbska, v severním Kosovu a v severní Černé Hoře.

## Historie
Novopazarský sandžak byl založen na konci 18. století, a to se sídlem ve Sjenici. Byl zrušen v roce 1817 a obnoven v roce 1865. V roce 1877 byl oddělen od Bosenského vilájetu a připojen k nově založenému Kosovskému vilajetu se sídlem ve Skopje, ve kterém zůstal až do roku 1912.